# Ochthebius hellenicus
Ochthebius hellenicus es una especie de escarabajo del género Ochthebius, familia Hydraenidae. Fue descrita científicamente por Ienistea en 1988.
Se distribuye por Grecia (en la isla Rodas, Lindos). Mide 1,5 milímetros de longitud.